# Cratere Diana
Diana è un cratere lunare di 1,55 km situato nella parte nord-orientale della faccia visibile della Luna.